# Ludvik VII. Bavarski
Ludvik VII. Bradati, vojvoda Bavarske-Ingolstadt, * ~ 1368, † 1. maj 1447, Burghausen.
Kot brat francoske kraljice Elizabete je mnogo let preživel v Parizu na francoskem dvoru, kjer je, ob duševni bolezni svojega svaka Karla VI., s sestro sodeloval pri vodenju dvornih poslov. Kot vnuk milanskega gospoda Barnabe Viscontija je bil aktiven tudi v italijanski politiki. V nemški politiki je skupaj z očetom vplival na izvolitev sorodnika, grofa Renskega palatinata Ruperta III., za nemškega kralja. Spodbujal je umetnost. Dal je zgraditi nov grad v Ingolstadtu. Spor za wittelsbaške dedne posesti z bavarskimi bratranci, zlasti še z bavarsko-landshutskim vojvodo Henrikom XVI., mu je zagrenil drugi del življena. Ko se mu je uprl še sin Ludvik VIII., je prišel v Henrikov zapor v gradu Burghausen, kjer je tudi umrl. Nosil je brado po francoski modi, zato je dobil vzdevek Bradati.

## Mladost
Ludvik je bil sin bavarskega vojvode Štefana III. in milanske plemkinje Tadeje, hčerke milanskega gospoda Barnabe Viscontija. Mati mu je umrla, ko je bil star 13 let. Njegovo mlajšo sestro Elizabeto so leta 1385 poročili s francoskim kraljem Karlom VI. Med leti 1391 in 1415 je Ludvik mnogo let preživel na francoskem dvoru. Prve vojaške izkušnje je pridobil, ko se je leta 1388 v vojni proti švabskim mestom pridružil očetu pri obleganju Regensburga in napadu na Donauswörth. Dve leti kasneje je spremljal očetovo vojsko na pohodu proti Gian Galeazzu Viscontiju v severno Italijo, kjer so za pregnanega mladega Francesco Carraro ponovno zavzeli Padovo. Ludvik je v Italiji skušal vzpostaviti družinsko povezavo z neapeljsko kraljevo hišo, a ni uspel. Z očetom sta se srečala tudi s papežem Bonifacijem IX., ki ju je poprosil, da se za rimsko papeštvo zavzameta pri francoskem kralju. 
Konec leta 1391 je tako Ludvik prvič obiskal francoski dvor. Kralj Karel VI. je svojega svaka prijazno sprejel in mu dodelil visoko apanažo.

## V času očetovega vladanja
Leta 1393 se je Ludvik vrnil na Bavarsko, da bi podprl očeta, ki je prišel po razdelitvi bavarskih ozemelj (1392) v spor s svojima bratoma, Ivanom II. in Friderikom. Nenadna Friderikova smrt je preprečila medsebojni spopad, ki je grozil že tedaj.
A nasprotja med Štefanom III. in Ivanom II. so se nadaljevala in Ludvik je pri tem vse bolj stopal v očetovo vlogo. Ivan se je proti Štefanu povezal z avstrijskima vojvodama  Albertom III. in Viljemom (†1406) ter s freisinškim škofom Bertodom (Berthold von Wehingen), ki je bil istočasno avstrijski kancler. Ludvik je nameraval Ivanove priprave prehiteti; za božič 1394 je napadel Freising in na dan svetih treh kraljev izropal še Neuburg na Donavi, ki je bil tedaj v münchenski posesti. Ivan in njegova sinova Ernest in Viljem III. so se maščevali z napadi na Aichach, Friedberg in trg Schwaben. Spopadi so se zavlekli do svečnice, niso pa prinesli odločitve.
Leta 1397, po smrti brata Ivana II., je želel Štefan III. zavladati tudi nad njegovim ozemljem, a sta se Ivanova sinova Ernest in Viljem III. temu uprla. Nastal je nov spor, v katerem sta skušala Štefan in Ludvik izkoristiti socialne nemire v Münchnu: podprla sta upor cehov proti gospodi in vojvodama, ki pa ni uspel. Nemiri so se končali leta 1403 z zadušitvijo vstaje, wittelsbaški vojvode pa so se vrnili k delitvi ozemelj iz leta 1392.
Medtem sta bila oče in sin aktivna tudi na področju državne politike. 1. februarja 1400 sta se udeležila tajnega srečanja nemških knezov, ki so načrtovali padec kralja Vaclava. Štefan je bil prisoten tudi avgusta 1400 v Lahnsteinu, ko so odstavili Vaclava in za nemškega kralja ustoličili Wittelsbacha Ruperta III.
Ludvik se je naslednje leto udeležil Rupertovega pohoda v Italijo, ki pa je bil slabo pripravljen in finančno ne dovolj podprt. 21. oktobra 1401 je Nemce blizu Brescie premagala veliko močnejša vojska milanskega vojvode Gian Galeazza Viscontija. Ludvik je bil z Rupretom tudi v Padovi in je marca 1402 sodeloval v delegaciji, ki je brez uspeha v Firencah iskala denarno podporo. Ko pa Rupert s pohodom v Italijo in svojim kronanjem ni uspel in se je moral vrniti, je Ludvik zapustil njegov tabor in se je povezal z njegovimi francoskimi in nemškimi nasprotniki; leta 1407 se je celo pridružil kralju nasprotni marbaški zvezi mainškega volilnega kneza.

## Delovanje v Franciji
Dve leti, ki ju je Ludvik v mladosti preživel pri sestri Elizabeti na francoskem dvoru (1391-93), sta bili odločilni tako za njegov osebnostni razvoj kot za njegove politične zveze. Kot brat kraljice je bil sprejet v najožji dvorni krog in je, po obolelosti kralja (1393), postal član štiričlanskega dofenovega (prestolonaslednikovega) sveta. Od svoje poroke s sestrino dvorno damo (1402) je z le tremi kratkimi prekinitvami živel v Franciji do leta 1415.
Poroka z Ano Bourbonsko, hčerko Ivana I., grofa Marche, ki je bila v tesnem sorodstvu s kraljevo hišo, je Ludviku prinesla ogromno doto 130.000 frankov. Dobil je tudi pol francoske grofije (ki so jo kasneje zasedli Angleži) in apanažo v višini 12.000 frankov. Njegovi prihodki so tako ustrezali dohodkom kraljevega nečaka. Po jeziku, načinu življenja, družini in imetju, službi in pomembnosti je postal plemič na francoskem dvoru. Med tem ko je do leta 1402 skušal francoske zveze uporabiti za svojo italijansko politiko, je od leta 1406 naprej z denarjem pridobljenim v Franciji vračal očetove dolgove in tako posesti, ki jih je bil oče zastavil, razbremenil hipotek. Na Bavarskem je kupoval tudi nove posesti in si ustvaril lastno vzporedno gospostvo z glavnim mestom Neuburg ob Donavi.
Z umorom kraljevega brata Ludvika Orleanskega, ki je bil kraljici v oporo, je postala Ludvikova prisotnost na dvoru še bolj pomembna. Postal je sestrin zaupnik, član kraljevega sveta in od leta 1408 vodja dvora dofena Ludvika; s kraljico in nekaj ljudmi na dvoru je skušal miriti napetosti med orleansko in burgundsko rodbinsko vejo, ki sta se potegovali za oblast.
Z vplivnim burgundskim vojvodo Ivanom Neustašnim sta sprva kar dobro sodelovala. Leta 1408 sta se celo skupaj borila v bitki pri Awansu, ko sta wittelsbaškemu knezoškofu Ivanu III. pomagala zadušiti upor lieških meščanov. Ko pa se je burgundski vojvoda začel preračunljivo zavzemati za znižanje davkov, da bi si tako pridobil podporo pariških obrtnikov, Ludvik pa je skupaj s kraljico temu nasprotoval, sta se razšla. Ludvik se je s tem zameril tudi Parižanom. Pred njihovo jezo je prvič za nekaj časa zbežal iz Pariza leta 1412 (v Valenciennes k hainautskim sorodnikom). Huje je bilo med vstajo cabochiens-ov, najradikalnejših pristašev burgundskega vojvode, ki so 22. maja 1413 vdrli v kraljevo rezidenco in odpeljali 15 dvornih dam in 20 dvorjanov, med njimi Ludvika. Kot kraljičinega brata so ga zaprli v louvrsko palačo in ga zasliševali, a ga pustili pri življenju. Po porazu upornikov, 4. avgusta, se je vrnil na dvor. Oktobra 1413 se je poročil (prva žena mu je leta 1408 umrla) s sestrino dvorno damo Catherine d’Alençon, ki mu je spet prinesla obsežno doto. Leta 1415 je zapustil Francijo na čelu delegacije, ki jo je vodil na koncil v Kostanco. Svojo ženo, s katero je imel dva otroka, ki sta oba umrla, je pustil samo v Parizu. Umrla je leta 1462.
Novi nemški kralj Sigmund Luksemburški je prišel Ludvika in njegovo delegacijo osebno pozdravit pred obzidje Konstance. Ludvik se je na koncilu zavzemal za obsodbo uboja Ludvika Orleanskega in je spodbijal burgundsko tezo, da je šlo za uboj tirana. Vodenje francoske delegacije na koncilu je bi višek in istočasno konec Ludvikovega delovanja v službi francoske krone. V Francijo se ni več vrnil. Problemi, ki so se nizali na Bavarskem, so ga v naslednjih letih preveč zaposlovali.

## Vojvoda delne vojvodine Bavarske-Ingolstadt
Že leta 1413 je umrl Ludvikov oče Štefan III. Odtlej je bil Ludvik vojvoda v delni vojvodini Bavaski-Ingolstadt.
Na Bavarskem se razprtije za dediščino cesarja Ludvika IV. med njegovimi pravnuki niso polegle. Največji nasprotnik Ludvika VII., ki je bil najstarejši pravnuk in si je verjetno zato lastil prednostne pravice, je bil sedaj vojvoda delne vojvodine Bavarske-Landshut Henrik XVI. Medtem ko je Ludvik proti Henriku neuspešno vodil razprave pred kraljevim dvornim sodiščem ter rimsko in pisansko kurijo, je Henrik proti njemu nabiral zaveznike in jih leta 1414 v Münchnu povezal v ligo, v kateri sta bila med drugimi münchenska bratranca Ernest in Viljem III. in tudi sinova umrlega kralja Ruperta III. pfalški volilni kneza Ludvik III. (†1436) in palatin Neumarkta Ivan (†1443). V Konstanci so svojo zvezo obnovili (konstanška liga), pridružil pa se jim je tudi nürnberški mestni grof Friderik IV., ki ga je Sigismund v času koncila imenoval za brandenburškega volilnega kneza. Ludvikove zasluge, ki jih je imel na koncilu pri odstavitvi protipapeža Janeza XXII. in pri organiziranju Sigismundovega potovanja v Francijo, niso odtehtale králjeve odvisnosti od Henrikovih zaveznikov, Friderika I. Brandenburškega in Ludvika III. Pfalškega (bil je kraljevi dvorni sodnik). Tako se je zgodilo, da je Ludvik na dvornem sodišču v Konstanci leta 1417 v dveh sodnih postopkih utrpel dva poraza. Jezen je v besednem spopadu javno razžalil Henrika XVI. Ta pa se je nato na hitro odločil maščevati se: v poskusu uboja mu je z mečem zadal skoraj smrtno rano.
Henrik, ki se je s posredovanjem Friderika I. Brandenburškega rešil hujše kazni tako, da je Sigismundu (ki je bil v neprestani finančni stiski) plačal 6.000 guldnov, ja po maščevanju hlepel naprej. Prišlo je do bavarske rodbinske vojne (1420-22) med Ludvikom in bratranci, ki je prinesla mnogo škode in se je na pritisk Sigismunda, ki je želel zbrati sile za spopad s češkimi husiti, končala s štiriletnim premirjem (oktobra 1422; premirje se je potem mukoma podaljševalo). Ludvik je moral s kraljem na njegov ogrski dvor, Henrik XVI. pa v Litvo pod nadzor nemškega viteškega reda. Ludvik je ubral spet pravno pot: proti Henriku je vložil tožbo zaradi poskusa umora.
Leta 1425, po smrti zadnjega moškega iz straubinške veje Wittelsbachov, Ivana III., se ja prepirom pridružil še spor za straubinško dediščino na Bavarskem. Ta spor so ob sodelovanju Sigismunda postopoma vendarle rešili brez boja tako, da so si ozemlje razdelili po glavah: münchenska bratranca sta dobila dva dela, ingolstadtski in landshutski bratranec pa po enega. Vsaj med münchensko in ingolstadtsko vejo je ta proces vodil v večje medsebojno razumevanje in poravnavo.
Ludvika so na baselskem koncilu (1431) tožili mnogi samostani zaradi nepravilnosti pri lovu in obvezah tlake. Baselski koncil ga je za prekrške izobčil iz cerkve in cerkvenemu izobčenju je sledil tudi državno izobčenje.
Ob vseh težavah, ki so pestile Ludvika, pa so ravno te pospešile oblikovanje in koncentracijo deželno-knežje oblasti v delni vojvodini Bavarska-Ingolstadt. Vojvoda je skrbel za nastavljanje poklicnih uradnikov in pravnikov, z obnovitvijo plačilnih knjig je posodobil davčno upravljanje. Z utrjevanjem administrativnih središč in gradov je pospešil gradbeno dejavnost, Ingolstadt je z novo vojvodsko palačo ter dvorno in župnijsko cerkvijo postal prava prestolnica. Ludvik je skrbel tudi za razvoj kulture in umetnosti, kljub izobčenju tudi na cerkvenem področju. V zakladnici je zapustil številne drobne dragocenosti, ki jih je prinesel iz Francije. Ker pa se je ingolstadtska veja Wittelsbachov z njim končala, je njegovo delo ostalo nedokončano.

## Konflikt s sinom Ludvikom VIII.
Ludvik je, ne oziraje se na svojo drugo ženo Catherine d’Alençon, ki je živela v Parizu, v Ingolstadtu in Neuburgu živel s svojo prejšnjo ljubico, Laneto iz Freyberga in njunim sinom Wielandom, ki mu je bil ljubši od pohabljenega legitimnega sina in dediča Ludvika VIII., ki je zaradi čudne rasti (kratko telo in dolge noge) dobil vzdevek Puklasti. Ludvik ljubezni do Wielanda ni skrival in mu je z denarjem omogočal, da si je kupoval vse več gradov in posesti. Ko pa mu je leta 1438 dal v last skoraj ves državni zaklad, se je Ludvik VIII. uprl.
Odnos med očetom in sinom se ni zboljšal tudi potem, ko sta Weiland in njegova mati naslednjem letu, letu kuge, umrla. Ludvik VIII. se je proti očetovi volji leta 1441 poročil z Margareto, hčerko volilnega kneza Friderika I. Brandenburškega. Ob podpori münchenskega daljnega bratranca Alberta III. Pobožnega in svojega svaka, mejnega grofa Ansbacha Alberta Ahilesa, je zavzel ozemlje med Donavo in Lechom, obkolil očetovo pribežališče v Neuburgu in po zavzetju mesta dal očeta zapreti (1443).
Zaporniku tudi sinova smrt leta 1445 ni prinesla svobode. Mlada vdova in njen brat sta ga preselila v rodbinski grad Ansbach, leta 1446 pa za 32.000 guldnov (kar naj bi bila vojna odškodnina, ki jo je bil Ludvik VII. dolžan Ahilesu) predala Henriku XVI. Ingolstadtski deželni stanovi so želeli svojega vojvodo odkupiti, česar pa starec ni dovolil. Enainosemdesetleten je umrl v Henrikovem gradu Burghausen kot zadnji moški iz ingolstadtske veje Wittelsbachov. Henrik XVI. je delno vojvodino priključil svojemu landhutskemu ozemlju, ne da bi se oziral na zahteve, ki jih je postavljal münchenski vojvoda Albert III. Pobožni.

## Družina
Ludvik se je leta 1402 v Parizu poročil z Ano Burbonsko (1380–1408), vdovo po Ivanu II. Berryjskemu, grofu Montpensier, ki je bil vnuk francoskega kralja Ivana II. Njuna sinova sta bila:
- Ludvik VIII. Puklasti (1403–1445) ⚭ 1441 Margareta (1410–1465), hči volilnega kneza Friderika I. Brandenburškega
- Ivan(*/† 1404).

Drugič se je Ludvik poročil 1. oktobra 1413 v Parizu z grofico Catherine d’Alençon (1395–1462), vdovo po Petru iz Navarre, grofu Mortaina; njegov oče je bil Peter II. d'Alençon. Oba otroka iz tega zakona sta umrla mlada.